# Rasim Haşmet Akal
Rasim Haşmet (* 1888 in Thessaloniki; † 1918 in Istanbul) war ein türkischer Dichter, Schriftsteller und Verleger.
Er studierte Rechtslehre, Literatur und Philosophie. Er bekleidete Professorenstellen in Thessaloniki, Izmir, Istanbul und Konya im Fach Literatur und Philosophie. 1911 erschien sein erstes Buch mit dem Titel Müntahabat Okuyorum.
Rasim Haşmet gilt als der erste sozialistische Dichter des Osmanischen Reiches. Er war der Vater des Malers Haşmet Akal.

## Belege
1. ↑  İ. Arda Odabaşı, Osmanlı'da Sosyalizm, Türkçülük ve İttihatçılık - Rasim Haşmet Bey (Deutsch: Sozialismus, Turkismus und Unionismus im Osmanischen Reich - Herr Rasim Haşmet), 2. Druck, İstanbul, Kaynak Verlag, Mai 2012.
2. ↑  Rasim Haşmet. Abgerufen am 30. September 2021 (englisch).
3. ↑  Türk Edebiyatı İsimler Sözlüğü: Rasim Haşmet. Abgerufen am 30. September 2021.
4. ↑  Berna Moran: Türk Romanına Eleştirel Bir Bakış 2: Sabahattin Ali'den Yusuf Atılgan'a. İletişim Yayınları, 1990, ISBN 978-975-05-1338-1 (google.de [abgerufen am 30. September 2021]).
5. ↑  OSMANLICA: Müntehabat Okuyorum, Birinci Sene Rasim Haşmet. Abgerufen am 30. September 2021 (türkisch).
6. ↑  Türk Edebiyatı İsimler Sözlüğü: Rasim Haşmet. Abgerufen am 30. September 2021.
7. ↑  Haşmet Akal Hayatı ve Resim Sanatı | YORUMLAR | ESA. Abgerufen am 30. September 2021.

| Personendaten    | Personendaten                                   |
| ---------------- | ----------------------------------------------- |
| NAME             | Rasim Haşmet                                    |
| ALTERNATIVNAMEN  | Rasim Haşmet Akal                               |
| KURZBESCHREIBUNG | türkischer Dichter, Schriftsteller und Verleger |
| GEBURTSDATUM     | 1888                                            |
| GEBURTSORT       | Thessaloniki                                    |
| STERBEDATUM      | 1918                                            |
| STERBEORT        | Istanbul                                        |